# Castillo de las Arguijuelas de Abajo
El castillo de Arguijuelas de Abajo es una fortificación situada dentro del término municipal de la ciudad de Cáceres y a unos 14 km de ella. Se encuentra muy próximo al Castillo de las Arguijuelas de Arriba. Se puede observar perfectamente desde la carretera N-630, llamada «Ruta de la Plata» poco después de haber superado Cáceres hacia Sevilla.

## Historia
Inicialmente fue una edificación del tipo «casa fuerte» y fue construido entre los siglos XV y XVI y posteriormente reformado en el XIX. En su momento inicial fue propiedad de Francisco de Obando "el Viejo" y estuvo asociada desde su construcción al desarrollo de actividades agropecuarias pero a la vez tenía elementos comunes a castillos de la zona ya que disponía de un recinto amurallado y torres de protección. A la muerte del primer propietario, la propiedad pasó a Francisco de Obando, «el Rico», y a continuación a Francisco de Obando Mayoralgo, hijo del anterior y nieto del fundador.

## El castillo
Fue Francisco de Obando Mayoralgo el que inició una serie de mejoras y dotó al castillo de torres, matacanes, saeteras, troneras, y garitas y mejoró y amplió toda la zona interior como son las dependencias residenciales. También construyó un patio interior rodeado de galerías con pórticos, muy semejantes a las que había en los palacios de la capital. Una galería lateral tiene estilo gótico pero algo pobre y sin embargo, las otras dos galerías tienen más cantidad de detalles y riqueza escultórica típica del Renacimiento.

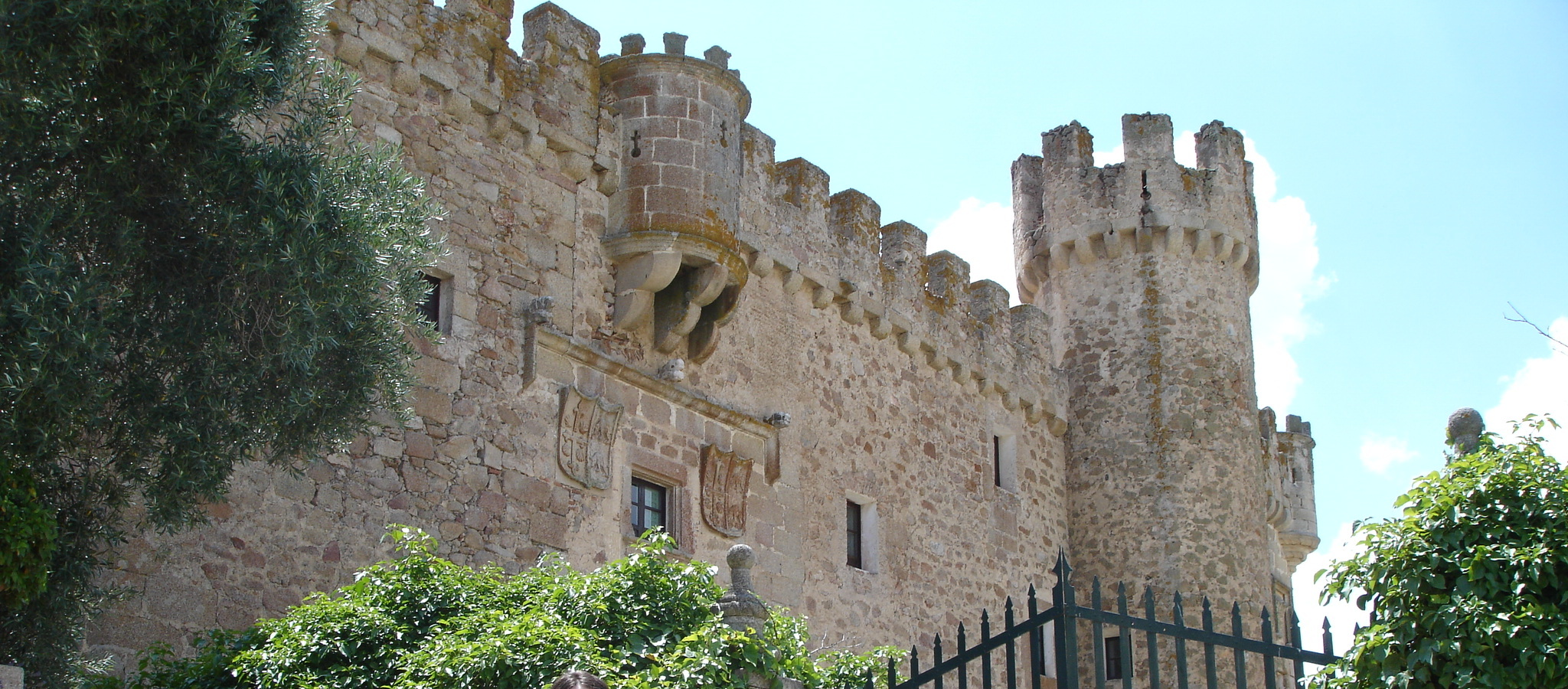
Castillo

A mediados del siglo XVI, en la época de Obando Mayoralgo, debió añadirse un cuerpo en la parte sur que no están bajo la protección de los cubos redondos, en el que se muestra un mayor cuidado y refinamiento en los detalles constructivos como en el labrado de los blasones, en una garita en voladizo apoyada sobre ménsulas y decorado con motivos sogueados. En el primer tercio del siglo XVII se llevaron a cabo una serie de obras de reforma en el cuerpo meridional así como en la torre del homenaje, ubicada en el centro de la fortaleza, destinadas a servir de zona residencial de los señores del castillo que, en aquella época eran la Francisco Antonio de Obando y su familia. El cuerpo principal orientado al norte, más antiguo, había quedado en un cierto desuso por ser menos confortable si bien era una zona que proporcionaba las condiciones de seguridad requeridas.
Por todo el castillo se ven blasones de las familias fundadoras, los Obando-Mogollón. Varios de ellos, los situados en la portada principal son de gran calidad; los más pequeños están labrados en mármol y los mayores en granito. Sobre estos se alzan matacanes semicilíndricos y troneras cruciformes. El castillo está rodeado de una serie de edificios dedicados a las actividades agrícolas y ganaderas que todavía están en servicio. Un poco separada de la fortaleza principal hay una capilla y cuya advocación era la de Nuestra Señora de Gracia que tiene construcciones de finales del siglo XV y principios del siglo XVI; en la actualidad está en la margen opuesta de la carretera N-630.
En la actualidad se utiliza para todo tipo de actividades hosteleras.

## Guerra Civil
Entre los días 8 y 10 de octubre de 1936, y con motivo de la solicitud de ayuda militar de Franco a Hitler, llegaron los primeros carros de combate modelo Panzer I, que habían arribado a Sevilla en barco. Durante bastantes meses se estableció en el castillo una academia de formación de conductores de vehículos blindados, dirigidos por el coronel alemán Wilhelm von Thoma. Posteriormente la academia de formación fue trasladada a la provincia de Toledo, participando el material militar existente en combates en las proximidades de los frentes de Madrid.

## Estado de conservación
El castillo se encuentra en muy buen estado de conservación y su interior se ha reformado completamente. Está protegido por la Declaración genérica del Decreto de 22 de abril de 1949, y la Ley 16/1985 sobre el Patrimonio Histórico Español y tiene la distinción de Bien de Interés Cultural.